# Czarnogórski gończy górski
Czarnogórski gończy górski (czarnogórski Crnogorski planinski gonič) – rasa psa, należąca do grupy psów gończych i posokowców, zaklasyfikowana do sekcji psów gończych. Podlega próbom pracy.

## Rys historyczny
Rasa powstała w XVIII wieku. Prawdopodobnie wywodzi się od psów przywiezionych nad Adriatyk przez Fenicjan.

## Wygląd
Ciało muskularne, ze stosunkowo długim tułowiem, dzięki czemu pies wydaje się prostokątny. Nogi mocne, stosunkowo krótkie. Ogon długi, zwężający się. Głowa jest szeroka, z mocnym pyskiem i długimi, zwisającymi uszami o zaokrąglonych końcach.
Sierść zewnętrzna jest gładka, szorstka i przylegająca, natomiast podszerstek jest bardzo gęsty. 
Umaszczenie czarne podpalane, przejścia wyraźnie widoczne.

## Zachowanie i charakter
Aktywny i przyjazny.

## Użytkowość
Wspaniały pies myśliwski. Ma świetny węch i donośny głos. Dzięki odpowiedniej sierści nadaje się do polowań w górach.